# Нікопольський економічний університет
Нікопольський економічний університет — приватний вищий навчальний заклад України III рівня акредитації

## Університет
Приватний вищий навчальний заклад «Нікопольський економічний університет» ліцензований за III рівнем Міністерством освіти і науки України (Державна ліцензія Серія АЕ № 285525 від 08.11.2013 р.) та акредитований з усіх спеціальностей з правом видачі дипломів про вищу освіту державного зразка.

## Структура університету
- Економічний факультет:
- Кафедра Менеджменту;
- Кафедра Обліку і аудиту;
- Кафедра Фінансів і кредиту;
- Кафедра Маркетингу.

## Хронологія
- 1992 — Створено Нікопольська філія Міжнародного Слов'янського інституту управління та права.
- 1993 — Виконком Нікопольської міської ради народних депутатів ухвалив рішення № 280 / 8 "Про реєстрацію Нікопольського інституту управління, бізнесу та права (НІУБП) і його Статуту ".
- 1997 — НІУБП успішно пройшов державну і міжнародну громадську акредитацію.
- 1999 — Інститут розробив програму розвитку малого бізнесу в регіоні і отримав гранд від міжнародного фонду «Євразія».
- 2002 — Нікопольський інститут управління, бізнесу і права був перейменований в Нікопольський економічний університет.

## Нагороди
- отримав визнання і став дипломантом Міжнародного відкритого рейтингу популярності та якості «Золота фортуна»;
- колектив навчального закладу нагороджений грамотами Міністерства освіти і науки України, Академії економічних наук України за активне впровадження в педагогічний процес нових освітніх технологій;
- у 2012 році Університет отримав Диплом на Всеукраїнському конкурсі «Суспільне визнання» за відданість своїй справі.